# ミカド (オペレッタ)

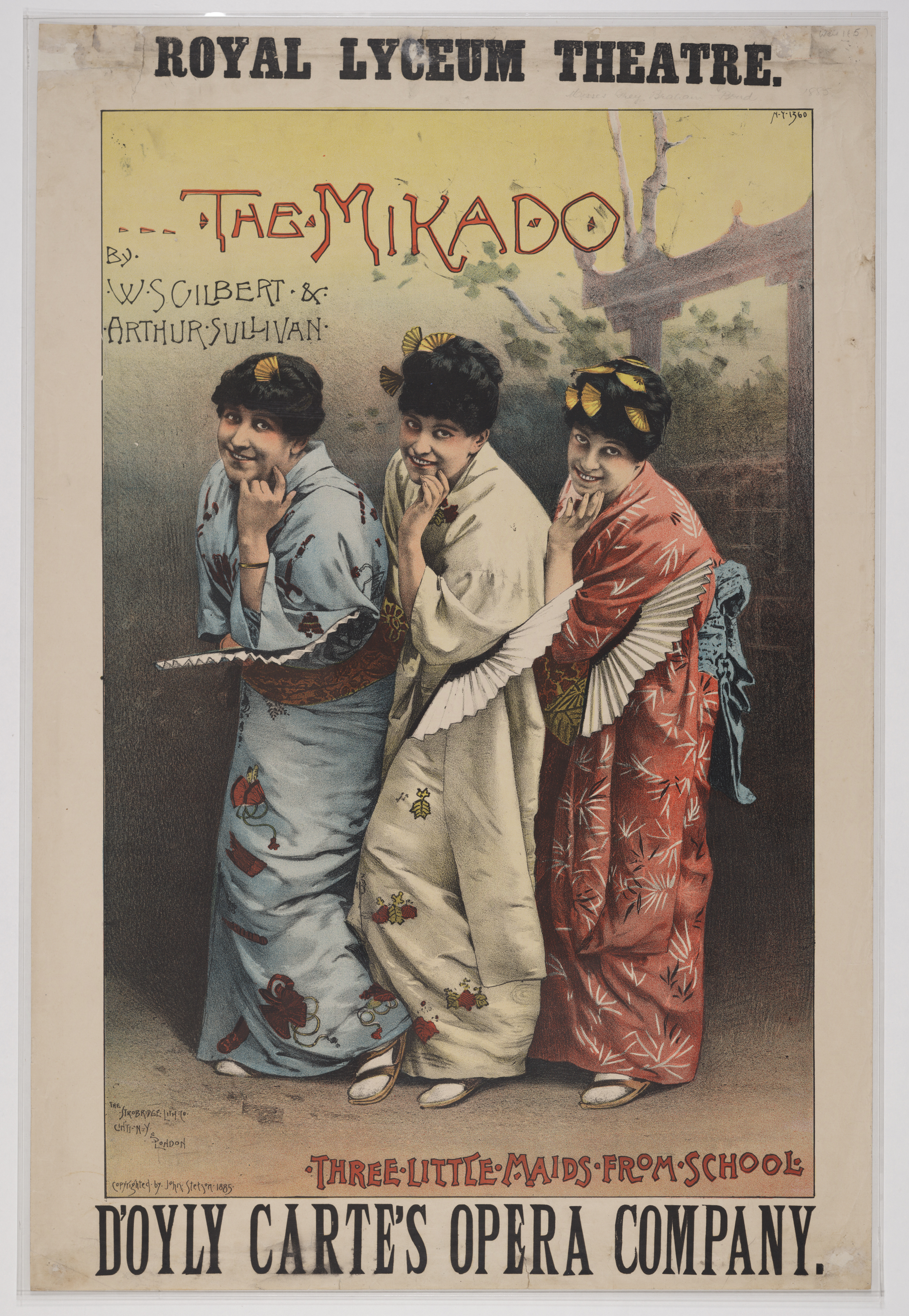
「ミカド」のポスター。ヤムヤム、ピッティ・シング、ピープ・ボーの三姉妹が描かれている。

『ミカド』 (The Mikado; or, The Town of Titipu) は、ウィリアム・S・ギルバート脚本、アーサー・サリヴァン作曲による二幕物のコミック・オペラ（英国式オペレッタ）。ギルバート・アンド・サリヴァンの14作品のうち9作品目であった。1885年3月14日にイギリスのロンドン・ストランドにあるサヴォイ劇場で初演されて672回上演し、当時の歌劇史上2番目の上演回数を誇り、舞台作品の中でもロングラン作品の1つとなった。1885年の終演までにヨーロッパやアメリカで少なくとも150カンパニーが上演した。現在もサヴォイ劇場でしばしば上演されているだけでなく、アマチュア劇団や学校演劇でも演じられている。様々な言語に翻訳され、歌劇史上最も多く上演される作品の1つとなっている。

## 概要
当時、ロンドンのナイツブリッジで日本の風俗文物を見世物とした日本展（ジャパン・ビレッジ）が人気を博し、イギリスでは空前の日本ブームが起きていた。日本風の登場人物たちが巻き起こすドタバタ喜劇を通して当時のイギリス政府を風刺した『ミカド』はこのブームに乗じた作品で、一種のジャポニスムまたはオリエンタリズムである。初演後2年間のロングランになったが、内容があまりにも日本の天皇を笑い者にしているとして駐英日本大使が上演差し止めを試みたが成功せず、1907年の再演時にも抗議したが聞き入れられず、世界各地で大評判の演目となった。このヒットにより、Mikadoという単語が日本の代名詞として広まった。
当時の英国の世相、わけても上流階級や支配階級に対する辛辣な風刺を含む一方で、作品の舞台を英国からできるだけ遠い「未知の国・日本」に設定することで、「これは遠い国の話で英国とは関係ない」として批判をかわそうとしている。ギルバートは『ミカド』の他、よりソフトではあるが『Princess Ida』、『The Gondoliers』、『Utopia, Limited』、『The Grand Duke』でも風刺を行なっている。
現代でも演じられるが、人種問題に敏感なアメリカではアジア系コミュニティからしばしば抗議を受けている。

## 経緯

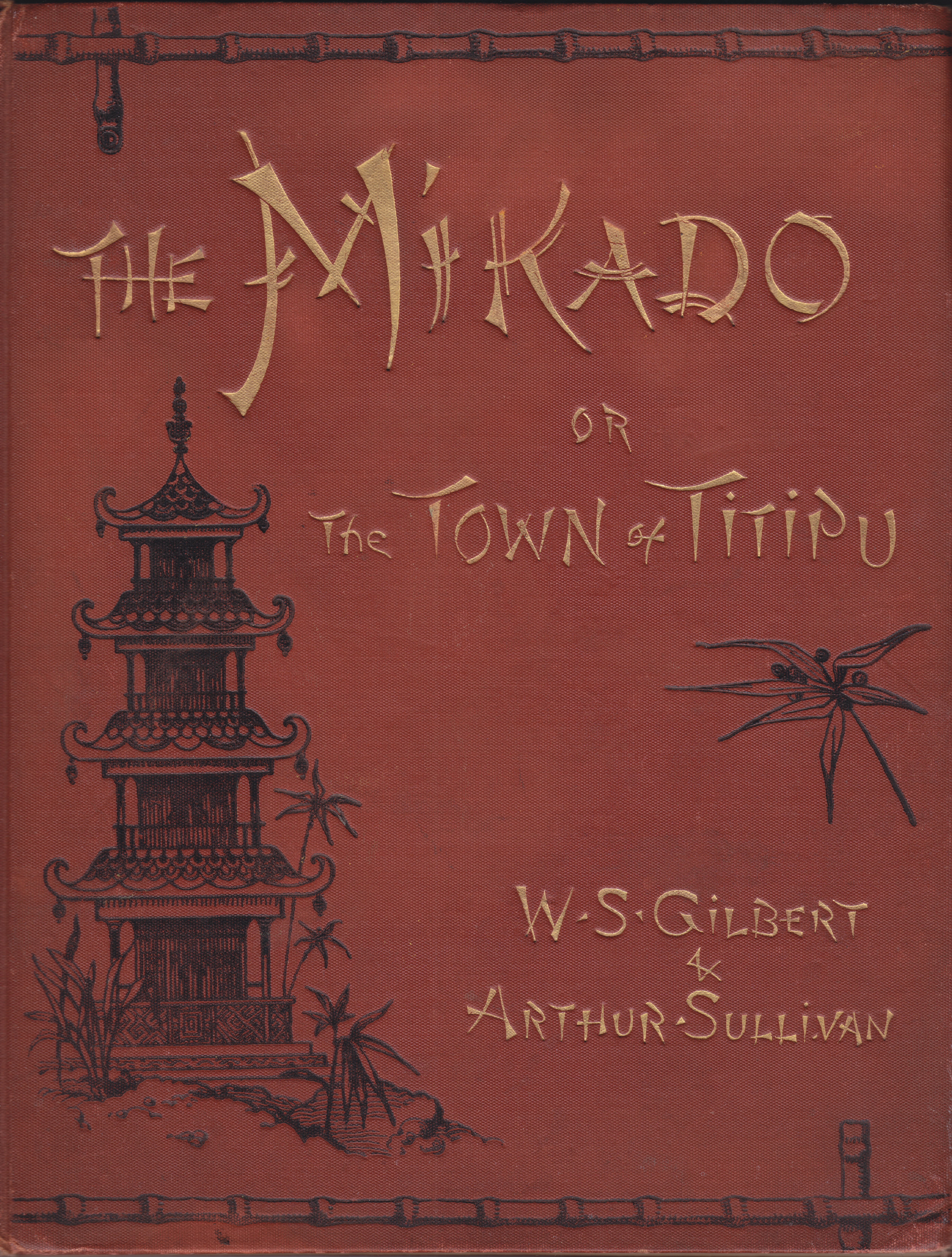
1895年頃のヴォーカル・スコア表紙

ギルバート・アンド・サリヴァンはサヴォイ・オペラのスタンダードである9ヶ月続いたオペラ『Princess Ida』の直後に『ミカド』を作成した。1884年の『Princess Ida』が1877年以降の彼らの作品の中で初めてチケット売り上げが振るわず、興行主のリチャード・ドイリー・カートはたとえ打ち切ったとしても彼らの新作がまだできていないことが気になった。1884年3月22日、カートはギルバート・アンド・サリヴァンに6か月以内に新作を製作させる契約を結んだ。1883年12月、サリヴァンの親友で指揮者のフレデリック・クレイは重度の脳卒中を患い、キャリアに影響が出ていた。また自分の不安定な健康も影響して、よりシリアスな音楽の製作に専念するようになり、サリヴァンはカートに「これまでのような作品を製作することはもうできない」と告げた。この時ギルバートはすでに、魔法の飴を舐めると意志に反して恋に落ちるという新作の脚本に取り掛かっており、サリヴァンの躊躇を聞いて驚いた。彼はサリヴァンに考え直すよう手紙を書いたが、1884年4月2日、「(オペラ製作への)意欲は尽きた」と返事が来た:
...理由は一言では言い表せないが音楽への意欲が減退してきている....(シリアスでなく)ユーモラスな状況でなければユーモラスな言葉は出てこない。ドラマティックな状況であれば、それに似たキャラクターになるだろう。
サリヴァンはギルバートのこの新作には関わることができず、ギルバートはひどく落胆した。さらにこの新作は1877年に彼らが製作したオペラ『The Sorcerer』に似過ぎていた。サリヴァンはロンドンへ戻り、ギルバートはこの新作を書き直したが、サリヴァンを納得させることはできなかった。行き詰まり、ギルバートは「7年間の音楽、脚本の共同製作-そして高い評判-、金銭的不公平、不快で不調和からくるこれまでの状態も終わりが来た。」と愚痴を記した。1884年5月8日、ギルバートは譲歩し、「もし超常現象を取り入れなければきみはまた共に作業してくれるかい。時代遅れでなく、矛盾のない筋で、私の可能な限り誠実に製作するつもりだ」。平行線は終わりを見せ、5月20日、ギルバートはサリヴァンに『ミカド』のあらすじを送った。結局『ミカド』上演まで10か月かかった。サヴォイ劇場にて1877年の『The Sorcerer』の再演版が一幕物の『Trial by Jury』(1875年)と共に新作初演までの繋ぎとして上演された。1892年、ギルバートは前述の「魔法の飴」の話をアルフレッド・セリアと共に『The Mountebanks』として発表した。

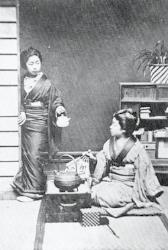
ウィリアム・S・ギルバートが撮影した日本村

1914年、セリアとブリッジマンはギルバートがいかに着想を得たかを記録した:
故郷を1人で離れる決心をしたギルバートは、彼の風変わりなユーモア・センスに合うものを探していた。小さな出来事が彼にアイデアを与えた。ある日、書斎の壁に長年飾ってあった古い日本刀が落ちた。これにより彼の日本への興味が沸き上がった。ちょうどその時、日系企業がイングランドに到着し、ナイツブリッジに小さな村を作るところであった。
この話は魅力的ではるが、大方作り話とみられている。ギルバートは『ミカド』への着想について2回インタビューで答えている。どちらのインタビューでも日本刀について語っているが、2回共落ちたことには言及していない。さらにセリアとブリッジマンの誤解はナイツブリッジでの日本展である日本村にもあり、この展示はギルバートが第1幕を仕上げた約2か月後の1885年1月10日に開幕したのである。ギルバートの学生のブライアン・ジョーンズは彼の記事『刀は落ちていない』で、「彼がこの出来事から着想を得たのは取り消された」と記した。1952年、レスリー・ベイリーは以下のように語った:
ハリントン・ガーデンズの新居の書斎でギルバートがうろうろして回った翌日または翌々日、大きな日本刀が音を立てて壁から落ちた時、行き詰まりに立腹していた。ギルバートはそれを拾い上げた。彼は立ち止まった。彼が後に語ったように「大きなアイデアが浮かんできた」。いつもすぐに主題を掴む彼のジャーナリスト的な考えから、近所で日本の展示が最近開幕したことを思い出した。ギルバートはナイツブリッジの町中をエキゾチックな服装で往来している日本人の男女を見かけていた。現在彼は机に向かい、羽ペンを使って執筆している。彼はあらすじを書き留め始めた
1999年の映画『トプシー・ターヴィー』ではこの出来事をドラマティックに描いている。しかしたとえ1885年から1887年の日本展がギルバートの『ミカド』着想前の開幕でなくとも、日本とヨーロッパの貿易がこの数十年で上昇し、1860年代から1870年代にかけてイギリスではジャポニズムが流行ったことは事実である。このことで日本を舞台にしたオペラ作品が作り上げられたのだ。ギルバートは報道関係者に「あなたが期待する、日本を舞台にした作品を作った理由を話すことはできない。魅力あるあらすじ、風景、衣装に価値があり、虫も殺せぬ死刑執行人などが観衆を喜ばせると思う」と語った。
1885年の『ニューヨーク・デイリー・トリビューン』紙のインタビューでギルバートはレオノラ・ブレアム、ジェシー・ボンド、シビル・グレイについてオペラ『Three Little Maids』のような「日本人女学生3人組」であると語った。日本村でお茶を出した若い日本人女性がリハーサルに来て3人に日本舞踊を教えたことも明かした。1885年2月12日、『ミカド』開幕1か月前の『イラストレイテド・ロンドン・ニュース』には日本村の開幕と「three little maidsによる優雅な素晴らしいダンス」との記載がある。タイトル・キャラクターであるミカドは第2幕にしか出てこない。ギルバートは、サリヴァンと共に第2幕のミカドの出演シーンをカットしてソロ1曲としたが、カンパニーのメンバーとリハーサルにいた人々が「一団となってやってきて、私たちに戻すように訴えた」と語った。

## 登場人物
- ミカド（帝）： (バス、バス・バリトン) 日本を支配している一番偉い人。彼の好き嫌いがそのまま法律である。
- ナンキ・プー： (テノール) 流しの旅芸人に変装している皇太子でヤムヤムに恋する。
- ココ： (バリトン) 元来は身分の低い仕立て屋。後にティティプーの死刑執行大臣 (Lord High Executioner of Titipu) 。ヤムヤムの後見人かつ婚約者。
- プーバー： (バリトン) ココより位の高い者。死刑執行以外の全ての大臣 (Lord High Everything Else) 。
- ピシュ・タッシュ： (バリトン[n 3]) プーバーより位の高い貴族。
- ゴー・トゥ： (バス[n 3]) 貴族
- ヤムヤム： (ソプラノ) ティティプーに住んでいる美しい娘。ココの被後見人かつ婚約者。
- ピッティ・シング： (メゾソプラノ) ヤムヤムの姉妹。ココの被後見人。
- ピープ・ボー： (ソプラノ、メゾソプラノ) ヤムヤムの姉妹。ココの被後見人。
- カティーシャ： (コントラルト) ナンキ・プーの婚約者で年増の醜女。帝の義理の娘になることに野心を燃やす。
- その他(コーラスの女学生、貴族、警備員、苦力)

## 劇中の固有名詞
登場人物の名には日本語と無関係な、あたかも中国や東南アジアの固有名詞を想起させる英語の幼児語を用いている。あるいは英語の音感でいやらしく聞こえる音（Pooh-Bahなど）といった英語の響きを考慮した技巧的な造語が使われ、ギルバートは日本語の使用を意図的に避けている。

### 「ティティプー」について
物語の舞台「日本の首都ティティプー」は日本語話者が聞くといかにも架空の街という響きであるが、秩父（チチブ）のことではないかとする見方もある。
秩父説の根拠としては、初演の前年に秩父事件が英国の新聞でも報道されていたこと、また、事件の前後にも秩父の名は絹製品の輸出で西ヨーロッパに知られていたことが挙げられる。今日秩父のローマ字表記はヘボン式のChichibuが一般的であるが、19世紀の日本では日本式ローマ字を用いたTitibuの綴りが一般的だった。これが転じてTitipuとなったとも見ることが出来る。秩父説の伝播には、日本では1987年（昭和62年）に刊行された猪瀬直樹の著書『ミカドの肖像』と永六輔のラジオ番組が一役買ったようである。
ちなみに、第二次世界大戦前の日本最大の豪華客船「秩父丸」（日本郵船、17,498gt）は、1930年の竣工当初 Chichibu Maru と称し、1938年にTitibu Maruにローマ字表記を改めたが、titがアメリカのスラングで乳首を表す言葉だということでこれを忌避し、翌1939年に鎌倉丸に改名した経緯を持つ。

## ストーリー
日本の都ティティプーの死刑執行大臣ココの屋敷に一人の見知らぬ旅芸人がやってきた。彼の名はナンキ・プー。身分を隠しているが、実は日本の若くハンサムな皇太子である。彼は父の帝（みかど）が決めた年増で醜女のカティーシャとの結婚から逃れるため、家出して流しの旅芸人に身をやつしていたのだった。そこで皇太子は美しい娘ヤムヤムと出会い恋に落ちる。しかし、ヤムヤムは彼女の後見人であるココと婚約していることを知り、大いに落胆する。ココはもともと服の仕立て屋で身分が低かったのだが、貴族のピシュ・タッシュへの賄賂が功を奏し死刑執行大臣に昇進したばかりであった。
ここで事件が起きる。ココとヤムヤムが「いちゃつきの罪」で死刑を宣告されてしまう。しかしココは自身が死刑執行大臣であるため死刑執行は不可能である。この法律は代わりに死刑になる者が見つかれば助かるというものであった。そんな折、皇太子ナンキ・プーはあの美しいヤムヤムが死刑になると聞き、絶望のあまり自殺を考える。それを聞いたココは、しめたとばかりにナンキ・プーに死刑の代役を依頼する。ナンキ・プーが死刑の代役を引き受ければヤムヤムは命が助かるが、それでは同時にココも助かってしまう。そうなるとナンキ・プーとしては、自分の死後に二人が結婚するのが面白くない。そこでナンキ・プーはココに条件を一つ出す。「1ヶ月間はヤムヤムを自分の花嫁にすること」という条件である。ココは自分が助かるので大喜びで受諾する。
悲劇のヒロインとなったヤムヤムだが気を取り直し、ナンキ・プーとの1か月間の新婚生活を徹底的に楽しむことにする。しかしその矢先、帝の定めた法律では「夫が死刑になった場合は妻は生きたまま埋葬される」という条項があることを知る。それだけは御免こうむりたいヤムヤムはナンキ・プーとの結婚に躊躇する。
一方、帝は近ごろ死刑執行が少ないと怒り、早く死刑を執行するようココ大臣に命じる。そこにナンキ・プーの許婚であるカティーシャが彼を追ってやってくる。カティーシャは死刑名簿の中にナンキ・プーの名前を見つけたので止めに入る。しかしヤムヤムとの色恋沙汰を知り憤慨したカティーシャは、今度は逆にナンキ・プーを死刑にしようと画策するが、ティティプーの民衆から追い出されてしまう。
プーバーとココは死刑をするのがいやなので、「既にナンキ・プーを死刑に処した」と嘘をつくことにした。そこへ帝がティティプーの街を来訪。ココ、プーバー、ピッティ・シングの三人は死刑執行の話をでっちあげて帝を納得させる。カティーシャから皇太子が街に来ていると聞いていた帝は皆に尋ねる。その皇太子の名がナンキ・プーであることを初めて知り、民衆は驚く。皇太子が死刑になったと聞いた帝は怒り心頭に発し、ティティプー市民全員を死刑にすると宣告する。街はパニックと化す。
ココはナンキ・プーに1か月後に死ぬのはやめてほしいと頼む。しかしナンキ・プーはカティーシャと結婚するのがいやなので、生きることを躊躇する。するとピッティ・シングがココとカティーシャとの結婚を提案する。ココ以外が全員賛成する。しかしその後ココもカティーシャを好きになる。ココは帝にナンキ・プーの生存を報告し、自分とカティーシャの結婚のお伺いを立てて許可される。めでたし、めでたしのハッピーエンディング。

## 楽曲
- 序曲(『Mi-ya Sa-ma』、『The Sun Whose Rays Are All Ablaze』、『There is Beauty in the Bellow of the Blast』、『Braid the Raven Hair』、『With Aspect Stern and Gloomy Stride』を含む)

### 第1幕
- 1. If you want to know who we are （男性コーラス）
- 2. A Wand'ring Minstrel I （ナンキ・プー、男性達）
- 3. Our Great Mikado, virtuous man （ピシュタッシュ、男性達）
- 4. Young man, despair （プーバー、ナンキ・プー、ピシュタッシュ）
- 4a. And I have journeyed for a month (レチタティーヴォ)（プーバー、ナンキ・プー）
- 5. Behold the Lord High Executioner （ココ、男性達）
- 5a. As some day it may happen (I've Got a Little List) （ココ、男性達）
- 6. Comes a train of little ladies （少女達）
- 7. Three little maids from school are we （ヤムヤム、ピーボー、ピッティシング、少女達）
- 8. So please you, Sir, we much regret （ヤムヤム、ピーボー、ピッティシング、プーバー、少女達）[n 4]
- 9. Were you not to Ko-Ko plighted （ヤムヤム、ナンキ・プー）
- 10. I am so proud （プーバー、ココ、ピシュタッシュ）
- 11. 第1幕フィナーレ (アンサンブル)
  - With aspect stern and gloomy stride
  - The threatened cloud has passed away
  - Your revels cease! ... Oh fool, that fleest my hallowed joys!
  - For he's going to marry Yum-Yum
  - The hour of gladness ... O ni! bikkuri shakkuri to!
  - Ye torrents roar!

### 第2幕
- 12. Braid the raven hair （ピッティシング、少女達）
- 13. The sun whose rays are all ablaze （ヤムヤム）(当初は第1幕の曲であったが、開幕直後に第2幕に移動された)
- 14. Brightly dawns our wedding day (マドリガーレ) （ヤムヤム、ピッティシング、ナンキ･プー、ピシュタッシュ）
- 15. Here's a how-de-do （ヤムヤム、ナンキ･プー、ココ）
- 16. Mi-ya Sa-ma[25] From every kind of man obedience I expect （ミカド、カティーシャ、コーラス）
- 17. A more humane Mikado （ミカド、コーラス） (カットされそうになったが、開幕直前に復活した[要出典])
- 18. The criminal cried as he dropped him down （ココ、ピッティシング、プーバー、コーラス）
- 19. See how the Fates their gifts allot （ミカド、ピッティシング、プーバー、ココ、カティーシャ）
- 20. The flowers that bloom in the spring （ナンキ･プー、ココ、ヤムヤム、ピッティシング、プーバー）
- 21. Alone, and yet alive (レチタティーヴォ)（カティーシャ）
- 22. On a tree by a river (Willow, tit-willow ) （ココ）
- 23. There is beauty in the bellow of the blast （カティーシャ、ココ）
- 24. 第2幕フィナーレ （アンサンブル）
  - For he's gone and married Yum-Yum
  - The threatened cloud has passed away

## プロダクション

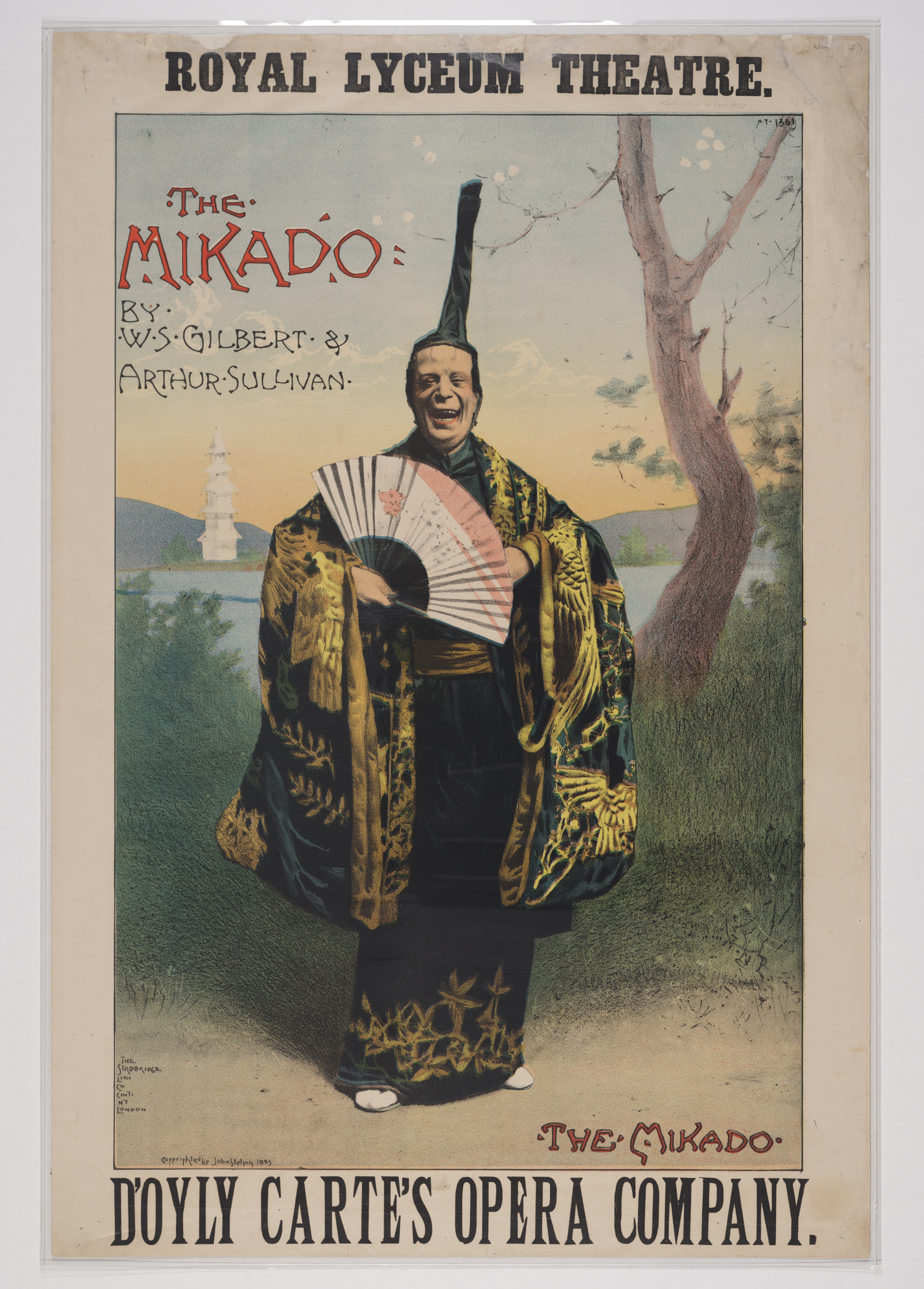
ドイリー・カート・オペラ団の『ミカド』公演ポスター

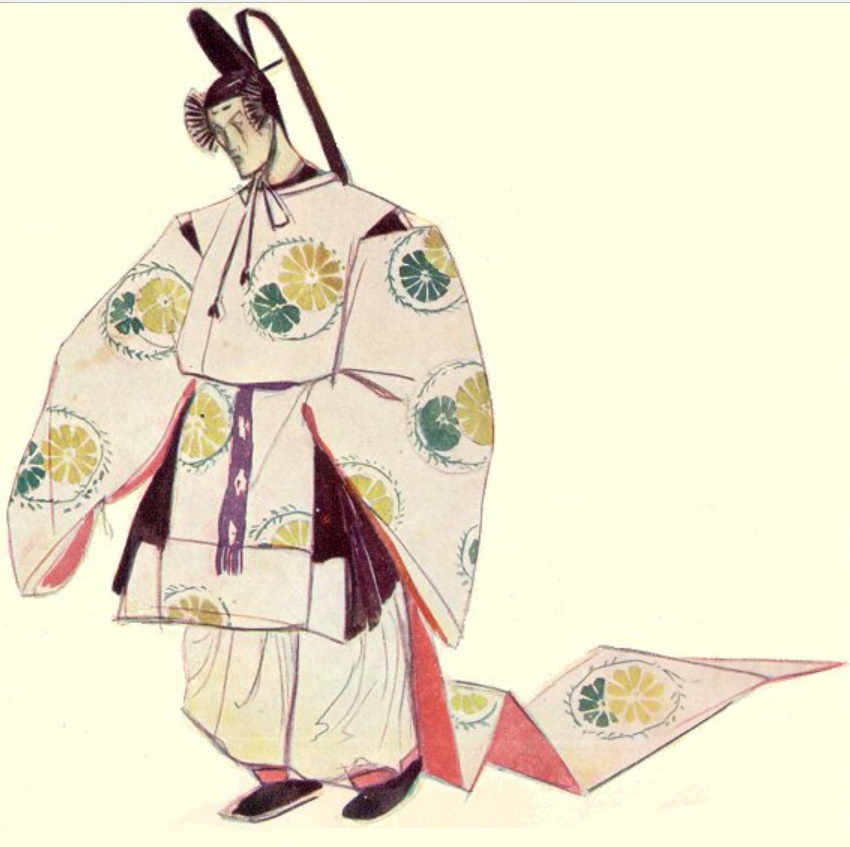
ドイリー・カートの1926年公演のためのチャールズ・リケッツによる衣装デザイン画

『ミカド』はサヴォイ・オペラの中で初演時に最も長く上演され、また最速で再演が決まった作品である。ギルバート・アンド・サリヴァンの次の作品『Ruddigore』は比較的早く閉幕し、『The Yeomen of the Guard』が公開されるまで3作品の再演が行なわれ、うち『ミカド』は閉演後たった17か月での再演となった。1891年9月4日、ドイリー・カートのツアーCカンパニーはバルモラル城にてRoyal Command Performanceとしてヴィクトリア女王や王室の人々の前で『ミカド』を上演した。
『The Grand Duke』の準備中、『ミカド』はまた再演された。『The Grand Duke』の不成功が確実となったため昼の部に『ミカド』が上演されることになり、3か月後に『The Grand Duke』が閉幕した後も『ミカド』再演は続いた。1906年から1907年の1年間、リチャード・ドイリー・カートを亡くした妻のヘレン・カートはサヴォイのレパートリーを上演したが、日本の皇室関係者が『ミカド』を鑑賞することを念頭に置き、レパートリーとしての上演はしなかった。しかし1908年から1909年の、ヘレンにとっての2度目のレパートリーには『ミカド』が含まれた。1926年、チャールズ・リケッツにより新しい衣装がデザインされ、1982年までこの衣装が使用された。
1885年7月27日、ブライトンで『ミカド』の地方公演が初めて行われ、8月にニューヨークでの初の公式アメリカ・プロダクション上演のためにうち数名が渡米した。それ以降『ミカド』はツアー公演を定期的に行なっていた。1885年からカンパニー解散の1982年までドイリー・カートは『ミカド』を毎年上演した。
1885年8月にアメリカでドイリー・カートの公式上演が行なわれたが、非公式に初上演したH.M.S. Pinafore と共に成功を収めて記録的利益を上げ、カートはいくつかのカンパニーを編成して北米ツアー公演を行なった。バーレスクや政治的パロディを含むパロディ・プロダクションも上演を行なった。当時上演権が存在しなかったことからPinafore 同様の約150の非公式版が登場したがカートもギルバート・アンド・サリヴァンも何も対策することができなかった。1885年11月14日からオーストラリアのシドニーでJ.C.ウリアムソン演出による公式公演が上演された。1886年、カートは5つのカンパニーを編成して北米で『ミカド』ツアー公演を上演した。
1886年と1887年にもカートはドイツなどヨーロッパでツアー公演を行なった。1886年9月、ウィーンの批評家エドゥアルト・ハンスリックは『ミカド』の「類まれなる成功」は脚本や音楽だけでなく「ドイリー・カートのアーティストたちによるオリジナルのステージ、ユニークさに起因し、エキゾチックな魅力に目と耳が引き寄せられる」と記した。フランス、オランダ、ハンガリー、スペイン、ベルギー、スカンジナビア、ロシアなどでも公式プロダクションによる上演が行なわれた。1880年代から英語圏を中心に、多くのアマチュア・プロダクションが上演を行なっている。第一次世界大戦中、ドイツのRuhleben internment campでも上演された。
1962年にギルバートの権利が消滅すると、イングランドでドイリー・カート以外のプロのプロダクションで初めて、クライヴ・レヴィルがココ役でサドラーズ・ウェルズ・オペラが上演した。それ以降多くのプロのカンパニーが上演しており、1986年にはココ役にエリック・アイドル、ヤムヤム役にレスリー・ギャレットが配役され、ジョナサン・ミラーの演出でイングリッシュ・ナショナル・オペラが上演した。何度も再演しているこのプロダクションは昔の日本ではなく、白と黒の衣装を用いて1920年代の海岸の高級ホテルを舞台にしている。1963年、1982年から1984年、1993年、カナダのストラトフォード・フェスティバルで『ミカド』が何度も上演されている。
ギルバート存命中のドイリー・カートの上演史を以下に示す:
| 劇場                                             | 開幕日        | 閉幕日         | 上演回数 | 詳細                                                                                          |
| ------------------------------------------------ | ------------- | -------------- | -------- | --------------------------------------------------------------------------------------------- |
| サヴォイ・シアター                               | 1885年3月14日 | 1887年1月19日  | 672      | ロンドン初演                                                                                  |
| ニューヨークの五番通り劇場およびスタンダード劇場 | 1885年8月19日 | 1886年4月17日  | 250      | 公式アメリカ・プロダクション。1886年2月にスタンダード劇場で上演した以外は五番通り劇場で上演。 |
| ニューヨークの五番通り劇場                       | 1886年11月1日 | 1886年11月20日 | 3週間    | ジョン・ステソンのマネージメントのもと、ドイリー・カートの一部が参加したプロダクション。      |
| サヴォイ・シアター                               | 1888年6月7日  | 1888年9月29日  | 116      | ロンドン第1回再演                                                                             |
| サヴォイ・シアター                               | 1895年11月6日 | 1896年3月4日   | 127      | ロンドン第2回再演                                                                             |
| サヴォイ・シアター                               | 1896年5月27日 | 1896年7月4日   | 6        | 『The Grand Duke 』の昼公演の振替                                                             |
| サヴォイ・シアター                               | 1896年7月11日 | 1897年2月17日  | 226      | 『The Grand Duke 』の早期閉幕後の振替再演                                                     |
| サヴォイ・シアター                               | 1908年4月28日 | 1909年3月27日  | 142      | レパートリー・シーズン2回目の6作のうちの1つ。閉幕日はシーズン最終日を示す。                   |

## 分析

### 舞台となった日本
オペラ『ミカド』は天皇を表すミカド(御門、帝、みかど)から名付けられた。文字通りの意味では皇居の「高潔な門」を意味し、隠喩的にその居住者および皇居そのものを表す。19世紀、英語圏でも「ミカド」という言葉は標準的に使用されたが、徐々に使われなくなっていった。オペラで日本の文化、様式、政治を描く限界があり、1880年代にイギリス人が魅了された極東および日本へ向けたジャポニズムに乗じて美しい舞台を使用したフィクションの世界の日本である。ギルバートは「オペラのミカドは昔の想像上の皇帝で、既存の機関に属するものではない」と記した。「『ミカド』は実際の日本を描いたものではなく、イギリス政府の欠点を描いたものである」。
海外に舞台を設定することにより、ギルバートはイギリス機関をより鋭く批判できると考えた。ギルバート・ケイス・チェスタートンはジョナサン・スウィフトの『ガリヴァー旅行記』と比較し、「ギルバートはスウィフトがやったように文字通り立ち上がれなくなるほどに現代のイングランドの欠点を追及した。劇中のジョークが1つでも日本に合うかどうかはわからないが。しかし劇中のジョークすべてが英語圏に合っている。イングランドについて、プー・バーはより皮肉的で彼こそが真実をついている」。このオペラはヴィクトリア朝を極東に重ね合わせ、ギルバートは2国間の貿易開始直後に日本の民族衣装や芸術を集約し、リハーサル期間中、ギルバートはロンドンのナイツブリッジにあった当時人気の日本村を訪れた。
ギルバートは舞台装置、衣装、役者の所作などについて本物を追い求めた。ついにギルバートはナイツブリッジの日本村の日本人数名と演出へのアドバイスと役者への指導の契約を結んだ。開幕公演では彼らへの感謝が述べられた。サリヴァンは楽曲に明治時代に作曲された日本の軍歌行進曲『トンヤレ節』を基にした『ミヤサマ』を取り入れた。ジャコモ・プッチーニは後に『蝶々夫人』の『Yamadori, ancor le pene』に同曲を組み込んだ。登場人物の名前は日本人の名前ではなく、多くの場合英語の幼児語や単なる音が用いられている。例えば可愛らしい若い女性(pretty young thing)はピティ・シング(Pitti-Sing)、美しいヒロインは美味しいことを表す幼児語のヤムヤム(Yum-Yum  )、横柄な公人はプーバーとピシュ・タシュ、主人公はハンカチを表す幼児語のナンキ・プーである.。死刑執行人のココはジャック・オッフェンバックの『Ba-ta-clan 』の悪役Ko-Ko-Ri-Ko の名に似ている。
長年日本人にとって『ミカド』に対しては複雑な心境であった。何人かの日本人の批評家はこのタイトル・キャラクターの描写は明治天皇への冒涜と考えた。当時日本の劇場は天皇を描写することを禁じていた。1886年、小松宮彰仁親王はロンドン公演を鑑賞し、気を悪くすることはなかった。1907年、伏見宮貞愛親王が来訪した際、イギリス政府は彼の気を悪くすることを恐れて6週間『ミカド』上演を禁止したが、滞在中に『ミカド』鑑賞を望んでいたために裏目に出た。伏見宮滞在を取材していた日本人ジャーナリストは禁じられたこの演目を鑑賞し、「深く愉快に期待を裏切られた」。故国を実際に侮辱されるものと構えていたが、「快活な音楽でとても楽しかった」。
第二次世界大戦後、『ミカド』は日本で多数上演されるようになった。1946年8月12日に、東京のアーニー・パイル劇場でピアニストのホルヘ・ボレットの指揮により日本初の公演が米軍に向けて上演された。豪華な舞台装置と衣装で、主な登場人物は女性コーラス同様アメリカ人、カナダ人、イギリス人であったが、男性コーラスと女性ダンサーは日本人であった。1947年、ダグラス・マッカーサー元帥は全日本人キャストの東京プロダクションによる大規模な公演を禁じたが、日本国内の他のプロダクションは上演することができた。例えば1970年、第8陸軍特別部隊主催で東京のアーニー・パイル劇場にて上演された。
2001年、埼玉県秩父市においてTokyo Theatre Company の名で『ミカド』日本語版が上演された。秩父市民はギルバートが「秩父」から「ティティプー」と名付けたと考えているが、これに関する確固たる根拠はない。永六輔はナイツブリッジの日本村にいた秩父出身者がギルバートに日本を舞台にしたオペラの着想を与えたと確信している。翻字のローマ字での「Chichibu」は現在よく見かけるが、19世紀では訓令式の「Titibu」が一般的であった。そのため公開当時の1884年のロンドンでの報道では「Titibu」が使用され、オペラでも使われるようになった。日本人研究者は、ギルバートは以前に19世紀に貿易が盛んであった秩父絹のことを聞いたことがあったのではないかと判断した。いずれにせよ『ミカド』の都市名は日本でもこのままで上演された。2006年8月、イングランドで行われた国際ギルバート・アンド・サリヴァン祭において『チチブ・ミカド』が上演され、2007年、同カンパニーが来日ツアー公演を行なった。
1990年代より、アジア系アメリカ人コミュニティから「単純化された東洋のステレオタイプ」として批判されるようになった。2014年、ワシントン州シアトルでの公演後、この批判は全米で高まり、ギルバートの伝記作家のアンドリュー・クロウサーは『ミカド』について「どの登場人物も人種的に差別するものではなく、イギリス人となんら変わりはない。このオペラのポイントは表面上は日本だが、ファンタジーの日本を通して描かれるイギリスの文化である」と記した。例えば『ミカド』冒頭部、いちゃつきの罪は日本の法律に反するというのは、イギリスの保守性を表現している。しかしクロウサーはプロダクション・デザインや伝統的な舞台はしばしば「侮辱したわけではなくとも無神経に映ることもある。より神経を尖らせれば回避不能ではないかもしれない。ギルバート・アンド・サリヴァンは愚かさと愉快さ、そして権力への嘲笑、世の中の不条理を描いているのだ」と記した。他のコメンテイターは政治的意味合いからこれらの批判を退けた。1ヶ月後、シアトルで行われた公開討論会には多くの人々が訪れ、『ミカド』はそのスタイルを変えるべきではないが、製作者と演者はこういった問題があることを知っておかなければならない、と結論づいた。

### 現代的な台詞、言い回し

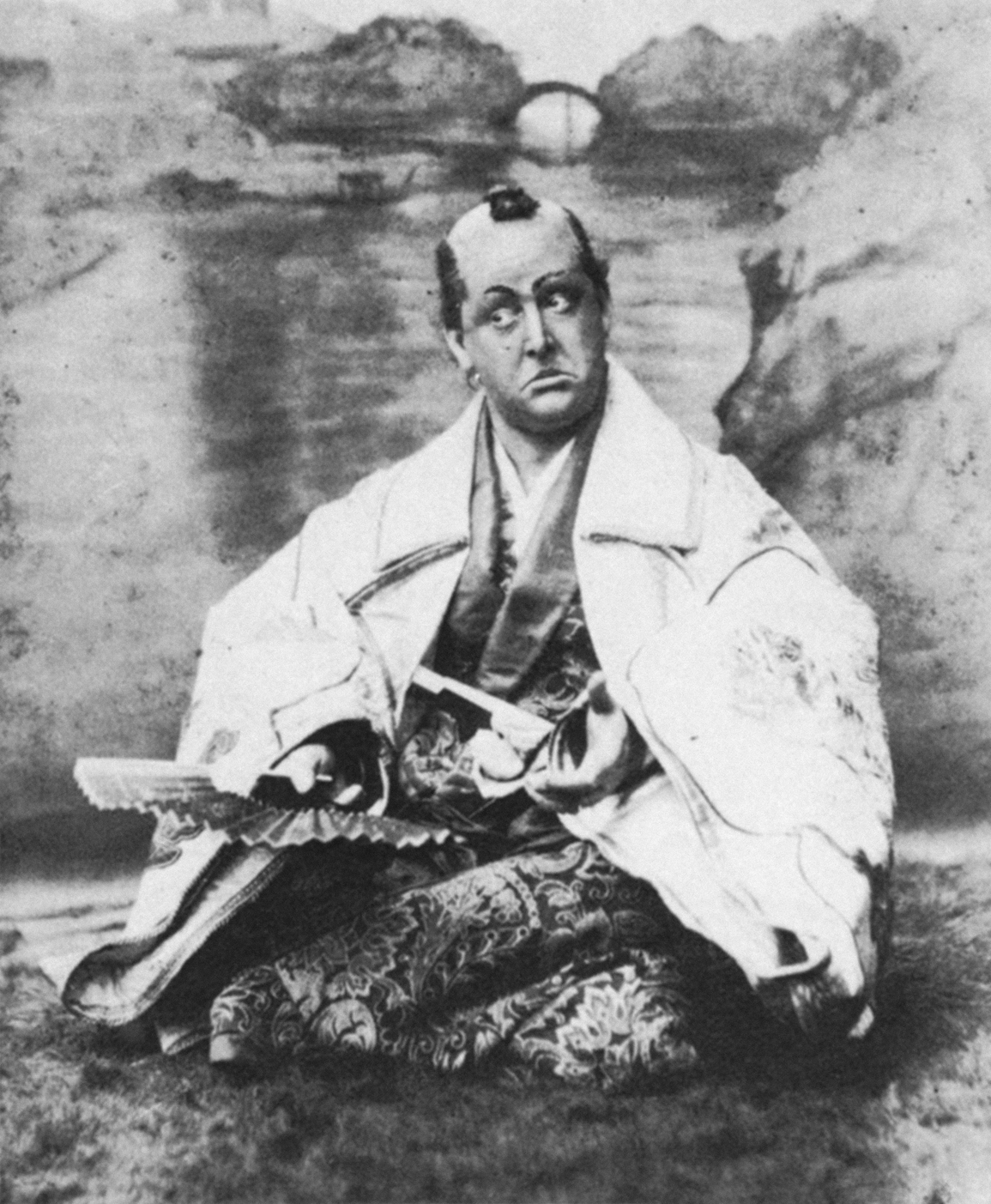
プーバーを演じるRutland Barrington

現代のプロダクションでは『ミカド』の台詞や言い回しを現代的に変更している。例えば劇中の2曲で「ニガー」という言葉が出てきていた。『As some day it may happen』で「ニガーのセレナーデ歌手とその人種の他の者」というココの歌詞があった。『A more humane Mikado』では派手な女性が「クルミの汁でニガーのように一生黒い顔にする」罰を受けることになっていた。これらの表現はヴィクトリア朝時代、濃い肌色の俳優が演じるよりも白人俳優が顔を黒く塗るミンストレル・ショーが人気があったことに由来している。20世紀に入るまで「ニガー」という言葉は差別的ではなかった。1947年のドイリー・カート・オペラ・カンパニーのアメリカ・ツアー公演で観客から抗議があり、カートの息子でカンパニーのオーナーであるルパート・ドイリー・カートは作家のA・P・ハーバートに代替案の考案を依頼した。それ以降オペラの脚本および楽譜が変更された。
ジョージ・エリオットにより風刺された浮ついた恋愛小説作家の描写で「女性小説家」を表していた。「男(guy)のような恰好をした田舎から出てきた女性」という歌詞の「guy」はガイ・フォークス・ナイトに登場する人形を表しており、そのためカカシのような恰好をした品のない女性ということになっている。1908年の再演ではギルバートは「女性小説家」を変更することに同意した。現代の価値観において差別的と考えられるようになった言葉は、観客からの抗議を避けるため現代のプロダクションでは修正を加えている。変更はしばしば行われ、時事問題を扱ったジョークを取り入れている。ココを演じたことで知られる歌手のリチャード・スアートは主に自分の役で行われた歌詞の変更の記述を含む書籍を出版した。

### 長期的な人気
『ミカド』はサヴォイ・オペラの中でも最も多く上演される作品となり、多数の言語に翻訳されている。またミュージカル史上最も多く上演される作品の1つとなっている。2010年、シカゴ・リリック・オペラは『ミカド』について「過去125年間、継続的に上演されて」おり、「元来のユーモアと旋律の美しさ」を兼ね備えていると記した。
『ミカド』は他の作曲家からも称賛されている。エセル・スマイスはサリヴァンについて「ある日彼は『The Golden Legend 』のフルスコアをくださり、「これまでで最高の出来だと思わないかい」と言うので私は『ミカド』が最高傑作だと答えると彼は「酷い」と叫んだ。彼は笑いながらもがっかりしていた」と記した。

## 録音、録画

### アルバム
『ミカド』はギルバート・アンド・サリヴァンの作品の中でも最も多く録音されているオペラである。中でも1926年にドイリー・カート・オペラ・カンパニーによるアルバムが最高傑作とされている。現代の作品の中では1992年のマッケラス/テラークのアルバムが好評を博している。
主なアルバム
- 1926年、ドイリー・カート-指揮:ハリー・ノリス
- 1936年、ドイリー・カート-指揮:イシドア・ゴドフリー
- 1950年、ドイリー・カート-ニュー・プロムナード・オーケストラ、指揮:イシドア・ゴドフリー
- 1956年、サー・マルコム・サージェント指揮、プロ・アルテ管弦楽団
- 1957年、ドイリー・カート-ニュー・シンフォニー・オーケストラ・オブ・ロンドン、指揮:イシドア・ゴドフリー
- 1984年、 ストラドフォード・フェスティバル-指揮:バートホールド・キャリア
- 1990年、ニュー・ドイリー・カート-指揮:ジョン・プライス・ジョーンズ
- 1992年、マッケラス/テラーク-ウェルシュ・ナショナル・オペラ、指揮:チャールズ・マッケラス

### 映画、ビデオ
『ミカド』使用曲12曲の音楽ビデオがイングランドで製作され、『Highlights from The Mikado』として出版された。初版は1906年、ゴーモン社による。第2版は1907年7月、ウォルタドー社により、ココ役はジョージ・ソーンが演じた。どちらもPhonoscène で収録された。
1926年、ドイリー・カート・オペラ・カンパニーは『ミカド』からの抜粋で短いプロモーション映像を製作した。ミカド役にダレル・ファンコート、ココ役にヘンリー・リットン、プーバー役にレオ・シェフィールド、ヤムヤム役にエルシー・グリフィン、カティシャ役にバーサ・ルイスなど当たり役揃いであった
1939年、ユニバーサル・ピクチャーズが90分間の映画版『The Mikado』を公開した。パインウッド・スタジオでテクニカラー撮影によって製作され、ココ役にマーティン・グリーン、プーバー役にシドニー・グランヴィル、ナンキプー役にアメリカの歌手ケニー・ベイカー、ヤムヤムにジーン・コリーが配役された。他の主な登場人物やコーラスはドイリー・カートのメンバーが担当した。指揮はドイリー・カートの元音楽監督のジェフリー・トイが務め、プロデューサーも兼ねた。映画化に際し、音楽では多くのカットや追加、新たなシーンの追加が行われた。ヴィクター・シャージンガーが監督し、ウィリアム・V・スコールがアカデミー撮影賞にノミネートされた。芸術監督および衣装デザインはマーセル・ヴァーテが務めた。『The Sun Whose Rays Are All Ablaze 』は窓辺でナンキプーがヤムヤムへの想いを歌う新しいシーンと、元々あったシーンの2回演奏されるなど、様々な改訂が行われた。新たなプロローグでは変装したナンキプーが追加され、第2幕の音楽は多くカットされた。
1966年、ドイリー・カート・オペラ・カンパニーは舞台版に近い『The Mikado』を製作した。1965年のローレンス・オリヴィエ主演映画『オセロ (Othello)』の監督により、『オセロ』のようにスタジオよりも主に舞台上で撮影が行われた。ジョン・リード、ケネス・スタンフォード、ヴァレリー・マスターソン、フィリップ・ポッター、ドナルド・アダムス、クリステン・パルマー、ペギー・アン・ジョーンズが出演し、イシドア・ゴドフリーが指揮した。『ニューヨーク・タイムズ』紙は映像技術や演奏を批判し「出演者がそこそこよい演技をしたとしても、この『ミカド』は観るのに値しない。ただ演技だけが映り、その魅力は映らなかった」と記した。
1972年、Gilbert and Sullivan for All 、1982年、ブレント・ウォーカーの映像、好評を博した1984年のストラトフォード・フェスティバルおよび1986年のイングリッシュ・ナショナル・オペラ版(短編)などのビデオ収録も行われた。

## 他のプロダクション等

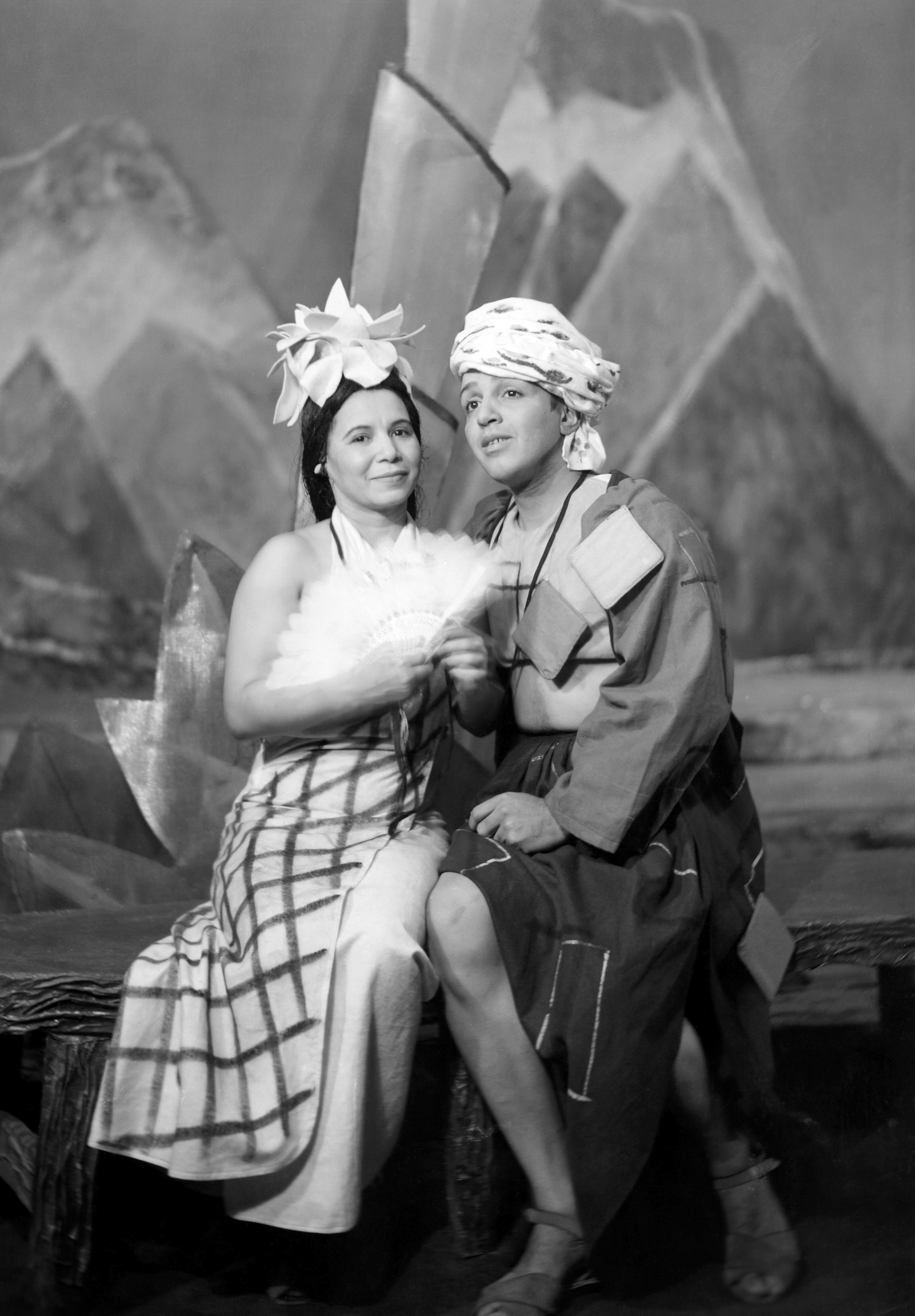
ザ・スウィング・ミカド、ブロードウェイ、1938年

『ミカド』を基にした児童書『The Story of The Mikado』が出版され、ギルバートの最後の著作となった。読者の年齢に合わせていくつかの変更を加え、簡潔な語り口で執筆された。例えば歌詞の「society offenders」（反社会的勢力）は「inconvenient people」（迷惑な人々）に置き換えられた。
1961年までドイリー・カート・オペラ・カンパニーはイギリスでの『ミカド』および他のギルバート・アンド・サリヴァン作品の権利を所有していた。許可を受けたプロダクションが上演する際、音楽も台詞も変えることはできなかった。1961年以降、ギルバート・アンド・サリヴァンの作品はパブリックドメインとなり、様々なタイプの作品が出現するようになった。主な作品を以下に示す:
- Mikado March (1885年) ジョン・フィリップ・スーザ作曲の行進曲。
- The Jazz Mikado (1927年) ベルリンで上演。
- The Swing Mikado 1938年、シカゴで初演され、出演者全員黒人でスウィング・ジャズで上演された。
- The Hot Mikado (1939年) ブロードウェイにて出演者全員黒人でジャズおよびスウィングで上演された。
- The Bell Telephone Hour版 (1960年) マーティン・グリーン演出で、ココ役にグルーチョ・マルクス、プーバー役にスタンリー・ホロウェイ、カティシャ役にヘレン・トロウベルが配役された。
- The Cool Mikado 1962年、マイケル・ウィナー監督によるイギリスのミュージカル映画。1960年代のポップ・ミュージックを使用し、日本を舞台にしたギャングのコメディに作り替えた。
- The Black Mikado (1975年) カリブ海のある島を舞台に鮮やかでセクシーな作品[101]。
- Tokyo Theatre Company による埼玉県秩父市版[63]
- Metropolitan Mikado ネッド・シャーリンとアリステア・ビートンによる政治風刺で1985年、ロンドンのクイーン・エリザベス・ホールで初演された。
- Hot Mikado (1986年) ワシントンD.C.で初演されたジャズとスウィングによる作品で、その後度々再演されている。
- Essgee Entertainment による、1995年のオーストラリアおよびニュージーランド版[102]

## ポピュラー・カルチャー
映画、テレビ、舞台、広告媒体などの様々なメディアにおいて、パロディや模倣が行なわれている。『ミカド』そのものや使用曲、台詞が英語圏でよく使用されている。主なものを以下に示す:
1960年、ギルバート・アンド・サリヴァンの長年のファンであるグルーチョ・マルクスはテレビ版『ミカド』にココ役で出演した。これまでココ役を演じた主な著名人はイングリッシュ・ナショナル・オペラ版『ミカド』のエリック・アイドル、ビル・オーディ、全米ツアーでのダドリー・ムーアなど。
1966年から1970年、サンフランシスコ沿岸部で少なくとも5名が殺害されたゾディアック事件において、警察への手紙に『ミカド』からの引用が使用された。
2004年、『VeggieTales』のエピソード『Sumo of the Opera』で『ミカド』がパロディされ、使用曲の多くでサリヴァンがクレジットされた。
2007年、ロサンゼルスのアジア系アメリカ人による劇団Lodestone Theatre Ensembleによる『ミカド・プロジェクト』がドリス・ベイズリー、日系4世のケン・ナガサキ出演で上演された。人種差別とされた『ミカド』の修正版に取り組んでいるフィクションのアジア系アメリカ劇団が資金集めをするという前提の脱構築作品である。2010年、チル・コン監督によりこの作品は映画化された。
1934年のグラディス・ミッチェル作の探偵小説『Death at the Opera』は『ミカド』製作過程を舞台にしている。
1978年の映画『ファール・プレイ』のクライマックスに『ミカド』が登場する。
1998年、テレビ番組『ミレニアム』第2シーズンのエピソード『The Mikado』でゾディアック事件が扱われている。
2010年、テレビのシットコム『ママと恋に落ちるまで』のエピソード『Robots Versus Wrestlers』で、マンハッタンのペントハウスで行われた社交パーティで、マーシャルがふざけてアンティークの銅鑼を叩く。主催者は「キミ、この鐘はウィリアム・S・ギルバートが1885年の『ミカド』初演で打って以来誰も打ったことのない500年ものの貴重品だよ」と叱る。マーシャルは「彼の妻の500年ものの貴重品はウィリアム・S・ギルバートがロンドン初演で打って以来打たれていない」と冗談を言う。
1880年代初頭、様々な商品の宣伝として『ミカド』のトレーディングカードが製作された。
デニー・オニールとデニス・コウワンによるスーパーヒーロー・コミック『The Question』に極悪自警団員The Mikado が登場する。日本人の仮面をかぶり、「犯人に見合った罰」として殺人を犯す。また、1893年に日本に輸出されたアメリカ製機関車2-8-2の名前も登場する。
1888年、エド・J・スミスは舞台版パロディ『The Capitalist; or, The City of Fort Worth.』を執筆した。2幕物でテキサス州フォートワースでの地元銀行と鉄道による投資支援を描き、登場人物の名はヤンキー・ドゥ、ココナッツ、バイ・ガム、ピーカブーである。

### 台詞からの引用
第1幕の曲「I am so proud」の歌詞「A short, sharp shock」(一時的な厳しい罰)のフレーズは様々な書籍や曲に使われるようになった。ピンク・フロイドのアルバム『狂気』の曲や、政治の声明で最もよく知られている。第2幕の曲の歌詞「Let the punishment fit the crime」(犯人に見合った罰を与える)はギルバートが作成するずっと前から似たような言葉は存在しており、このコンセプトはしばしば使用され、特にイギリス政治のディベートで言及される。例えばテレビ・シリーズ『私立探偵マグナム』第80話『Let the Punishment Fit the Crime』。ヒギンズは邸宅で披露する、『ミカド』の曲の指揮の準備をする。このエピソードでは『Three Little Maids From School』など『ミカド』の使用曲からいくつかの曲が登場する。『Dad's Army』のエピソード『A Soldier's Farewell』でも『ミカド』の台詞や曲が登場する。1961年の映画『罠にかかったパパとママ』ではキャンプのリーダーが、双子を離れのキャビンに行かせる前に『ミカド』から引用したフレーズを語る。
プーバーの名は英語で、多くの役職を兼ね横柄で尊大ぶった人物を表す言葉として「pooh-bah」が使われるようになった。P・G・ウッドハウスの小説『Something Fresh 』でも多くの役職を兼ねている人物がプーバーと呼ばれている。2009年12月、BBCの『Radio 4's Today』の司会者であるジェイムス・ナウティはSecretary of State for Business, First Secretary of State, Lord President of the Council, President of the Board of Trade, and Church Commissionerなどの州の役職、35の閣内委員会や分科委員会に就いているイギリスの政治家ピーター・マンデルソンにプーバーを重ねた。マンデルソンはプーバーを知らなかったが、『デイリー・テレグラフ』の劇場評論家のチャールズ・スペンサーは彼を「英国政界の偉大なるプーバー」と表した。アメリカでは特に、肩書だけは尊大だが権限に限りがある者のことを「プーバー」を呼ぶ。「グランド・プーバー」という言葉は『原始家族フリントストーン』、『ハッピー・デイズ』などのテレビ番組や他のメディアで、フリーメイソン、シュライナー、エルクス・クラブなどでの高い地位の者を表している。

### 曲の引用
上記の台詞の引用に加え、政治家はしばしば『ミカド』使用曲のフレーズをしばしば引用する。保守派のピーター・ライリーは抗議の際「『Little List』がある」として「sponging socialists」、「young ladies who get pregnant just to jump the housing queue」などと語った。
『ミカド』使用曲の多くがブロードウェイ作品、映画、コメディ、アルバム、テレビ番組で使用されている。例えば1968年の映画『プロデューサーズ』では、劇中のミュージカル『Springtime for Hitler』のオーディション参加者がナンキプーの曲『A wand'ring minstrel I』で受験するが、すぐに落選する。1966年の『バットマン』のエピソード『The Minstrel's Shakedown』で悪役が『A wand'ring minstrel I』を歌い、自身がThe Minstrel (ミンストレル)であることに気付く。『ドラ猫大将』のエピソード『All That Jazz』でディビィ警官がトップ・キャットにその美声を聞かせるようリクエストされて『A wand'ring minstrel I』を歌う。2006年の映画『BRICK ブリック』で魔性の女ローラ(ノラ・ゼヘットナー)がピアノを弾きながら『The Sun Whose Rays are All Ablaze』を語り口調で演奏する。『Blackadder Goes Forth』第1話の冒頭で『A Wand'ring Minstrel I』が蓄音機から流れ、エピソード『Speckled Jim』ではCaptain Blackadderが一節を口ずさむ。映画『リトル・ショップ・オブ・ホラーズ』のポスターには「The Flowers that Bloom in the Spring, Tra la!」の「bloom」を「kill」に変えた一文が掲載されている。リチャード・トンプソンとジュディス・オウエンはアルバム『1000 Years of Popular Music』に『There Is Beauty in the Bellow of the Blast』を収録している。トンプソンは「オペラ協会によると、最後に若者が結婚するだけでなく、少なくとも1組の老カップルも結婚する」と語った。
1981年の映画『炎のランナー』でハロルド・エイブラハムズがThree Little Maidsの1人の服装をしている未来の妻に初めて会った時に『Three Little Maids』が流れる。『チアーズ』のフレイジャー・クレインとジョン・クリーズ(これによりエミー賞受賞)によるエピソード『Simon Says』、スピンオフ『そりゃないぜ!? フレイジャー』のエピソード『Leapin' Lizards』、『エンジェル』のエピソード『Hole in the World』、『ザ・シンプソンズ』のエピソード『Cape Feare』、『Alvin and the Chipmunks』の1984年のエピソード『Maids in Japan』、『スイートライフ』のエピソード『Lost In Translation』、『アニマニアックスVol. 1』のエピソード『Hello Nice Warners』など多くのテレビ番組でこの曲が使用されている。アメリカの政治風刺グループCapitol Stepsは『Three Little Kurds from School Are We』としてイラク情勢を風刺した。1963年、テレビ番組『Dinah Shore Show』でダイナ・ショアがジョーン・サザーランドとエラ・フィッツジェラルドと共に『Three Little Maids』を歌った。
アラン・シャーマンによる、悲しい最期を遂げる美声で歌うイディッシュ語訛りの鳥についてのコミック・ソング『The Bronx Bird Watcher』などで『Tit-Willow (On a tree by a river)』が引用されている。『ディック・キャヴェット・ショー』でグルーチョ・マルクスとキャヴェットが『Tit-Willow (On a tree by a river )』を歌った。グルーチョは曲の途中で「obdurate」(冷酷な)という言葉の意味を観客に尋ねた。1976年11月22日放送の『マペット・ショー』第1シーズンで犬のロルフと鷲のサムが『Tit-Willow (On a tree by a river)』を歌った。映画『Whoever Slew Auntie Roo? 』でAuntie Roo (シェリー・ウィンタース)が殺される直前に『Tit-Willow (On a tree by a river)』を歌う。1976年、ジョン・ウェイン最後の映画『ラスト・シューティスト』でJ･B･ブックス(ウェイン)が癌ではなく銃撃戦で亡くなる直前、ロジャース夫人(ローレン・バコール)と共に『Tit-Willow』の一節を歌う。
シャーマンはまた精神科医の助けを必要とするある人物の理由を語る『You Need an Analyst』に『Little List』を引用している。子供向けテレビ番組『Eureeka's Castle』のクリスマス・スペシャル『Just Put it on the List』で双子のボグとカグマイアはこの曲に乗せてクリスマスに何が欲しいかを語る。2008年、リチャード・スチュアートとA.S.H.スミスは『ミカド』の歴史と、イングリッシュ・ナショナル・オペラでココ役を演じてきたスチュアートによる『Little List』の20年間のパロディを掲載した書籍『They'd none of 'em be missed』を出版した。ロバート・A・ハインラインのヒューゴー賞受賞作『異星の客』でヴァレンタイン・マイケル・スミスの物体(人間を含む)を消す力を発見したジュバル・ハーショーは「I've got a little list... they'd none of them be missed.」(私はLittle List を手に入れた。またとないものだ)と呟く。
テレビ・ドラマ『Endeavour』第1シーズン第2話『Fugue』、2013年4月21日に放送開始したBBC『Inspector Morse』でも『List song』が重要な役割を担っている。

## 備考
設定や演出の段階で日本と中国を大きく混同している部分がしばしば見受けられ、劇中では帝が中国の皇帝のように振舞ったり、中国風の衣装を着た踊り子が登場したりする。
ナンキ・プーが三味線をギターのように持ち、素手で弾く場面がある。
戦前、天皇をからかっているという理由で、在連合王国日本国大使館が英国外務省に抗議し、上演禁止を要請したという噂もあるが、真偽のほどは定かではない。日本国内では、外国人向けのホテルなどで題名を伏せたり見張りつきで上演したという話も残っている。
1907年に伏見宮博恭王が日露戦争の際の英国の協力への返礼のため国賓として訪英した折、英国政府はロンドン中の劇場やミュージック・ホールに対して喜歌劇『ミカド』の上演および抜粋の演奏を禁止した。が、当の伏見宮はロンドンではやりの、しかも日本を舞台にした喜歌劇を聴けなかったことを残念がったという。また、皮肉なことに、随行した日本海軍軍楽隊が、こともあろうに禁じられた筈の『ミカド』に使われた「トコトンヤレ節」をテムズ川で演奏したという逸話も残っている。
戦後の演出では登場人物たちが背広に眼鏡といった、ステレオタイプの「日本人サラリーマンの格好」をしている舞台もある。舞台衣装に使われた色はミカドイエローと呼ばるようになった。

## 関連書籍

### 邦訳
- ウィリアム・シュウェンク・ギルバート 著、小谷野敦 訳『喜歌劇ミカド：十九世紀英国人がみた日本』中央公論新社、2002年。ISBN 978-4120033025。

### 註釈
1. ↑  オペレッタ『Les Cloches de Corneville 』が長年トップであったが、1886年に『Dorothy 』が開幕してから『ミカド』は第3位に繰り下がった
2. ↑  日本語訳のテクストは、小谷野敦による『喜歌劇ミカド：十九世紀英国人がみた日本』（中央公論新社）
3. 1 2  元々ピシュ・タッシュ役に配役された役者が第2幕でのカルテット「Brightly dawns our wedding day 」の低音がうまく歌えなかった。ピシュ・タッシュが歌うはずであった箇所を他の役より低くして下のFにまで下げた。そのため他のバスの登場人物であるゴー・トゥがこの曲に登場し、セリフに突入することになった。ドイリー・カート・オペラ・カンパニーはこのように2人体制を続けたが、楽譜ではこのことには言及していない。他のカンパニーでは一般的に声域が可能であればピシュ・タッシュのみでゴー・トゥを外す。
4. ↑  オリジナル版はピシュタシュも含まれていたが、出番が減らされた後に削除された。しかし現在もヴォーカル・スコアにはまだ出番が減らされた時のままの楽譜もある。
5. ↑  このキャラクターはジェイムス・プランシェの『The Sleeping Beauty in the Wood』(1840年)のGreat-Grand-Lord-High-Everything であるBaron Factotum に由来する。
6. ↑  Bab Balladの『King Borriah Bungalee Boo』(1866年)の登場人物で横柄なPish-Tush-Pooh-Bahを2つに分けたものである。ピシュ、タシュ、プー、バーの4つ共侮辱的な語句である。
7. ↑  これによりリチャード・ドイリー・カートの2番目の妻でカンパニー責任者ヘレン・カートはギルバート・アンド・サリヴァンのレパートリー・シーズンから常に人気のこの作品を外すことにした。See Wilson and Lloyd, p. 83
8. ↑  ココの曲は「ニガーのセレナーデ歌手」から「バンジョー・セレナーデ歌手」に(Dover, p. 9; and Green, p. 416)、ミカドの女性への罰は強面にすることになった(Bradley (1996) p. 623; and Green p. 435).
9. ↑  1907年、ジョージ・ソーンの『Tit-Willow 』などがイギリス初のPhonoscène としてバッキンガム宮殿で上映された。
10. ↑  他にラブ・バトラーの伝記でも政界での役職を兼任していた頃を「プーバー時代」と呼んだ。